# Pala Nerli
La Pala Nerli (Madonna col Bambino tra i santi Martino e Caterina d'Alessandria e i committenti) è un dipinto a olio su tavola di Filippino Lippi, databile al 1485-1488 circa e conservata nella basilica di Santo Spirito a Firenze.

## Storia
L'opera venne commissionata da Tanai, diminutivo francesizzato di Jacopo, de' Nerli, per collocarla sull'altare di famiglia dove si trova tuttora. Mancando una documentazione certa sulla tavola, nel tempo sono state formulate varie ipotesi di datazione, che divergono soprattutto sulla questione se il dipinto sia stato eseguito prima o dopo il viaggio a Roma di Filippino (1488-1493). Berenson e Adolfo Venturi leggevano dettagli classici nell'architettura e in alcuni particolari che facevano pensare a una conoscenza diretta dei modelli antichi visti nella città eterna. Altri (come Sharf, Mengin, Berti, Baldini), la ritengono invece anteriore, legandola ad altre importanti opere di rinnovo degli altari di Santo Spirito, come la commissione della Madonna Bardi a Botticelli, databile al 1485. Ricerche recenti su documenti conservati presso l'Archivio di Stato di Firenze avvalorano l'ipotesi che il dipinto sia stato commissionato ed eseguito da Filippino prima del sul viaggio a Roma, proponendo una datazione tra il 1485 e il 1488.

## Descrizione e stile
In un loggiato aperto sul paesaggio, caratterizzato da archi a sesto ribassato tra i quali tre angioletti sorreggono gli stemmi dei Nerli, sta Maria seduta sul trono col Bambino in grembo, mentre gioca col bastone di san Giovannino inginocchiato sotto di lui. A sinistra in piedi è san Martino di Tours, come recita l'iscrizione sulla sua stola, mentre presenta al gruppo sacro il committente inginocchiato, Tanai de' Nerli; a destra del riguardante è santa Caterina d'Alessandria, riconoscibile per la ruota spezzata ai suoi piedi, che introduce Nanna Capponi, consorte del committente.
La presenza dei due santi ha ragioni devozionali. Nel testamento del 1451 di Francesco Nerli, padre di Tanai, è confermata l'antica devozione a santa Caterina, con l'obbligo per gli eredi di seppellirlo nella cappella di famiglia in Santa Croce dedicata, appunto, a Caterina; inoltre, qualche anno dopo, nel 1456, Tanai dichiarava al catasto una detrazione dalle tasse per elemosine annuali, devolute nella ricorrenza di Santa Caterina, ai frati di Santa Croce per rispettare le volontà testamentarie del nonno Filippo. La devozione della famiglia Nerli a San Martino risale anch'essa a molti anni prima la redazione della pala da parte di Filippino, ovvero già dal 1465, quando risultano registrati gli oboli elargiti da Tanai alla chiesa di Santa Felicita, affinché fossero celebrate le messe nelle festività di santa Caterina e di San Martino. Questi documenti escludono l'ipotesi avanzata da alcuni che hanno collegato la presenza del santo con la partecipazione di Tanai alla confraternita assistenziale dei Buonomini di San Martino, della quale non è mai stato associato.
Lo sfondo della scena sacra è plausibilmente una veduta ideale della città di Firenze. Il palazzo in tralice, presente sulla destra del dipinto, è probabile che sia in ricordo di quello di famiglia posto in Borgo san Jacopo. Spesso si è ipotizzato che la porta di città collocata in fondo alla scena sia Porta san Frediano, ma l'ipotesi non è accettabile per ragioni legate alla sua diversa struttura architettonica che si esemplifica maggiormente con un'altra delle porte fiorentine, ossia Porta Romana.
Il trono della Vergine è decorato da rilievi raffiguranti un ariete, un festone e una battaglia tra centauri e tritoni, quest'ultima ripresa da un sarcofago visto, con ogni probabilità, da Filippino a Roma; anche i pilastri che reggono le arcate mostrano dei rilievi con mascheroni, delfini, armi e cimieri di ispirazione classica. Il putto a monocromo sopra la Madonna trattiene a forza tra le braccia una colomba, allusiva allo Spirito Santo, e interpretata con un approccio semplice e domestico.
Alcuni dettagli di grande verismo, d'ispirazione fiamminga, si notano nell'attenzione lenticolare usata dal pittore nel rappresentare la realtà paesaggistica; altri elementi di estremo verismo sono il bastone fatto di semplici canne di san Giovannino, il luccichio dei dettagli dorati della veste di san Martino, le mani di Nanna con un rosario legato all'anello da cui pende una piccola melagrana. È interessante annotare il fatto che Filippino abbia operato diverse modifiche in fase di redazione finale del dipinto, visibili nelle indagini riflettografiche eseguite in occasione del recente restauro (2011), tra queste le più interessanti sono una piccola borsetta che Nanna Capponi aveva tra le mani, in sostituzione del rosario, e la modifica della posizione della Madonna che nella prima redazione volgeva la testa dalla parte opposta a guardare Tanai de' Nerli.